# 馬淵辰郎
馬淵 辰郎（まぶち たつお、1916年6月20日 - 1995年9月28日）は、日本の実業家。三菱石油（のちのENEOS）の社長や会長、石油連盟副会長を務めた。勲二等瑞宝章受章。

## 来歴・人物
岐阜県出身。旧制東京商科大学（のちの一橋大学）卒業。大学では排球部に所属し、のちに東京商科大学排球部監督も務めた。部の後輩に村井勉（元アサヒビール社長）、米倉功（元伊藤忠商事社長）、荒川和夫（元サッポロビール社長）、川勝堅二（元三和銀行頭取）などがいる。
三菱石油では経理畑を歩む。常務を経て、1978年、水島製油所原油流出事故で辞任した渡辺武夫前社長の後任として三菱石油社長に就任。約190億円の累積赤字を一掃したが、健康問題もあり、1983年に社長を退任し会長に就任。
会長就任後、三菱石油株の50パーセントを有していた米ゲッティ・オイル社が、米メジャーテキサコに買収されたのを機に、石川潔社長とともに、三菱金曜会メンバーを中心として三菱グループ企業から出資を募り、エネルギー安全保障等の観点から、三菱グループでゲッティから三菱石油株を買収し、三菱石油を、ゲッティ・オイル子会社から、三菱グループによる民族系石油会社とした。
1986年勲二等瑞宝章受章。1989年、三菱石油相談役。
1995年9月28日、東京都杉並区善福寺の自宅で心不全のため死去、享年79。